# Голубєв Сергій Володимирович
Сергі́й Володи́мирович Го́лубєв (нар. 24 січня 1979, Рівне, Українська РСР — пом. 11 березня 2017, Березове, Мар'їнський район, Донецька область, Україна) — сержант Збройних сил України, учасник російсько-української війни. Позивний «Голуб».

## Біографія
Народився 1979 року в місті Рівне. Навчався у рівненській середній школі № 5. Закінчив рівненське Вище професійне училище за спеціальністю радіотехніка. Пізніше здобув освіту вебдизайнера у Комп'ютерній академії «Шаг». Працював вебдизайнером, розробляв рекламну продукцію.
Влітку 2014 року добровольцем пішов на фронт, у батальйон «Айдар», вереснем оформився офіційно, був снайпером-стрільцем. З жовтня 2015 — головний сержант взводу, виконував обов'язки командира 2-го штурмового взводу 1-ї штурмової роти 24-го окремого штурмового батальйону «Айдар» 53-ї окремої механізованої бригади. 1 січня 2016 підписав контракт. Наприкінці жовтня 2016 року дістав вогнепальне поранення в ногу, але не кинув свого бойового побратима на полі бою. Лікувався півтора місяця, після чого повернувся на передову.
11 березня 2017 року загинув у бою з ворожою диверсійно-розвідувальною групою, разом із Антоном Дзериним, поблизу села Березове Мар'їнського району. Близько 14:00 «айдарівці» на спостережному пункті помітили з боку окупованого Докучаєвська пересування ДРГ у складі 4 бойовиків і відкрили вогонь на ураження з кулемета. Сергій встиг повідомити про напад, і на допомогу було вислано резерв. Після півгодинного бою ворог відступив, але в результаті зіткнення двоє українських захисників загинули.
Похований 15 березня на Алеї Героїв на кладовищі «Нове» м. Рівне.
Залишилися мати Людмила Павлівна, дружина Оксана Вікторівна та двоє дітей, — 12-річна Дарина і 7-річний Артем.

## Нагороди та вшанування
- Указом Президента України № 60/2017 від 14 березня 2017 року, за особисту мужність, виявлені у захисті державного суверенітету та територіальної цілісності України, самовіддане служіння Українському народу, нагороджений орденом «За мужність» III ступеня (посмертно)[5].
- Рішенням Рівненської міської ради 18 серпня 2017 року надано звання «Почесний громадянин міста Рівного» (посмертно).